# Alexander Brincken
Alexander Brincken (Leningrad, 23 december 1952) is een klassieke componist, pianist en organist. Sinds 1992 woont hij in Luzern, Zwitserland.

## Biografie
Brincken studeerde op het Sint Petersburg Conservatorium als componist (bij professor Sergej Slonimski) en totmusicoloog (bij Michail Droeskin). Sinds 1992 geeft Brincken concerten, als componist en pedagoog, voornamelijk in Zwitserland.
Brincken schreef vijf symfonieën, het ballet "De Sneeuwkoningin", "Het Lied over Armenië" oratorium, een mis, een sextet voor strijkers, en een aantal werken voor koor en kamermuziek.
Zijn Concerto grosso voor viool en strijkorkest (1991-1992) ging in première op 27 september 1998 in Maienfeld, Zwitserland als laatste concert van het “Kulturherbst Bündner Herrschaft” muziekfestival in het Zwitserse kanton Graubünden, uitgevoerd door het Bündner kamerorkest met Jürg Dähler (Zürich) als solist, en gedirigeerd door Christoph Cajöri (Zwitserland). De Russische première vond plaats in 2003 in de Rachmaninov-hal van het Conservatorium van Moskou, uitgevoerd door het “The Seasons” Moskou kamerorkest met Aleksandr Barsoekov als solist, gedirigeerd door Vladislav Boelachov.

## Geselecteerde discografie
- Alexander Brincken. Werke für Streicher, 2006
- Alexander Brincken. Geistliche Chorwerke, 2008
- Alexander Brincken: Orthodoxe Gesänge, 2010
- Alexander Brincken: 4th. Sinfonie and Capriccio for piano and Orchestra, TOCCATA CLASSICS. Royal Scottish National Orchestra, Dirigent: Rainer Held, 2020